# Outwars
Outwars est un jeu vidéo de tir à la première personne et à la troisième personne développé par SingleTrac et édité par Microsoft, sorti en 1998 sur Windows.

## Système de jeu
La vue à la première ou la troisième personne est au choix du joueur.

## Accueil
- GameSpot : 7,8/10[1]
- PC Zone : 86 %[2]